# Panzerjäger I
Panzerjäger I (SdKfz 101) var Nazitysklands första försök till pansarvärnskanonvagn.
Den byggdes på chassi till den lätta stridsvagnen Panzer I, varvid en 47 mm pansarvärnskanon av tjeckiskt ursprung monterades bakom ett 14,5 mm tjockt pansarskydd, som var öppet baktill. Ett litet antal utrustades med en 150 mm haubits och fick benämningen Sturmpanzer I. Denna variant vägde hela 19 000 kg. Erfarenheterna visade dock att chassit blev överbelastat och endast ett mindre antal vagnar färdigställdes.